# Siedliska Bogusz (gmina)
Siedliska Bogusz – dawna gmina wiejska istniejąca w latach 1949–1954 w woj. rzeszowskim (dzisiejsze woj. podkarpackie). Siedzibą władz gminy była wieś Siedliska Bogusz (obecna pisownia Siedliska-Bogusz).
Gmina została utworzona w dniu 1 stycznia 1949 roku w powiecie jasielskim w woj. rzeszowskim, z części obszaru gminy Brzostek II. Według stanu z dnia 1 lipca 1952 roku gmina Siedliska Bogusz składała się z 8 gromad: Bączałka, Głobikówka, Gorzejowa, Grudna Dolna, Grudna Górna, Kamienica Górna, Siedliska Bogusz i Smarzowa.
Gmina została zniesiona 29 września 1954 roku wraz z reformą wprowadzającą gromady w miejsce gmin. Jednostki nie przywrócono 1 stycznia 1973 roku po reaktywowaniu gmin.